# Eduardo Alvariza
Eduardo Alvariza (* 1. Juli 1959 in Montevideo, Uruguay) ist ein uruguayischer Schriftsteller und Journalist.

## Leben
Alvariza, der 1984 eine Ausbildung als Psychologe abschloss, arbeitete für die Zeitungen und Zeitschriften Jaque, Punto y Aparte, Relaciones und El País Cultural als Journalist und schrieb dort insbesondere Literatur- und Filmkritiken. Von 1988 bis 1989 lebte er in Madrid. Ab 1990 war er Mitarbeiter der Búsqueda, wo er Anfang des 21. Jahrhunderts als Redakteur im Kultur- und Veranstaltungsbereich wirkte. 1993 gewann er mit seinem im Folgejahr veröffentlichten Buch Rojo del cielo y otros cuentos den Wettbewerb der Intendencia Municipal von Montevideo für "unveröffnerlichte Erzählungen" (narrativa inédita). 2001 erschien sein Werk Ayer escuché a Miles. In jenem Jahr wurde er auch mit der Legión del Libro der Cámara Uruguaya del Libro ausgezeichnet. 2008 veröffentlichte er Mecanismo a válvula.

## Veröffentlichungen (Auszug)
- 1994: Rojo del cielo y otros cuentos, erschienen bei Cal y Canto
- 1996: La trompeta de arena als Teil der Anthologie La cara oculta de la luna
- 2001: Ayer escuché a Miles
- 2008: Mecanismo a válvula

## Auszeichnungen
- 1993: Gewinner des Wettbewerbs für unveröffentlichte Erzählungen der Intendencia Municipal von Montevideo
- 2001: Legión del Libro